# Louis Anne Delafons
Louis Anne Delafons, ou De la Fons, né le 3 octobre 1757 au château de Bernes (Somme), mort le 25 août 1848 à Bray-sur-Somme (Somme), est un général français de la révolution et de l’Empire.

## États de service
Il entre en service comme élève du roi à l’école royale de La Flèche en 1766, il passe le 29 septembre 1771 à l’école de Paris, et il est placé comme cadet-gentilhomme dans le régiment Royal-Comtois le 6 juin 1776. 
Il est nommé sous-lieutenant le 1er septembre 1776, et il fait les campagnes en Amérique de 1780 à 1783, et il se trouve à la défense de l’île de Saint-Vincent, au siège et à la prise des îles de Tobago, Saint-Eustache et Saint-Christophe. En 1781, il fait partie d’un détachement de 300 chasseurs qui surprend l’île Saint-Eustache défendue par 1 500 hommes de troupe Anglais. 
Lieutenant en second le 10 décembre 1784, il est nommé lieutenant en premier le 6 août 1786. Il est nommé capitaine de la gendarmerie nationale de la Somme le 15 juin 1791. Chef d’escadron de la première division organisée en guerre à Lunéville, il est affecté à l’armée de Rhin-et-Moselle. Il est aux affaires de Pelinger et de Trèves, et le 21 thermidor an II (8 août 1794), il charge et culbute la cavalerie Autrichienne jusqu’aux portes de cette ville, un cheval est tué sous lui et il est blessé de plusieurs coups de sabre dont un assez grave sur la tête.
Il se distingue de nouveau le 29 mai 1794, à la tête de sa division lors de la prise du poste d’Arlon par le général Beaulieu, et en l’an III, il remplit les fonctions de général de brigade pendant le blocus de Mayence.
Le 29 pluviôse an VI (17 février 1798), il est nommé chef de la 15e division de gendarmerie, puis il commande tour à tour la 22e et la 10e division avant d’être nommé colonel de la 15e division de gendarmerie à Arras le 18 fructidor an IX (5 septembre 1801).
Il est fait membre de la Légion d’honneur le 15 pluviôse an XII (5 février 1804), et officier du même ordre le 25 prairial suivant (14 juin 1804).
Le 7 décembre 1810, il prend le commandement de la 11e légion de gendarmerie à Rodez. Lors de la première restauration, le roi Louis XVIII lui accorde la croix de chevalier de Saint-Louis le 29 juillet 1814, et il l’autorise à prendre sa retraite le 1er octobre 1814 avec le grade de général de brigade.

## Sources
- A. Lievyns, Jean Maurice Verdot, Pierre Bégat, Fastes de la Légion-d'honneur, biographie de tous les décorés accompagnée de l'histoire législative et réglementaire de l'ordre, tome 5, Bureau de l’administration, 1847, 453 p. (lire en ligne), p. 370.
- « Cote LH/992/24 », base Léonore, ministère français de la Culture